# (467096) 2016 EA19
(467096) 2016 EA19 es un asteroide perteneciente al cinturón de asteroides, descubierto el 8 de diciembre de 2010 por el equipo Spacewatch desde el Observatorio Nacional de Kitt Peak (Arizona, Estados Unidos).